# Janina Geller
Janina Geller (ur. 20 maja 1936 w Radomiu, zm. 26 września 2000 w Skarżysku-Kamiennej) – polska laborantka, posłanka na Sejm PRL III kadencji.

## Życiorys
Córka Jana i Wiktorii, uzyskała wykształcenie średnie. Pracowała na stanowisku laborantki chemicznej w Koneckich Zakładach Odlewniczych. Należała do Polskiej Zjednoczonej Partii Robotniczej, w 1961 uzyskała mandat posłanki na Sejm PRL w okręgu Końskie. W trakcie kadencji zasiadała w Komisji Przemysłu Lekkiego, Rzemiosła i Spółdzielczości Pracy.